# Johnston Sans

Schriftbeispiel

Die Johnston oder Johnston Sans ist eine serifenlose Linear-Antiqua, eine Schriftart, die seit Anfang des 20. Jahrhunderts für die Beschriftungen im Londoner Nahverkehr verwendet wird, insbesondere für London Transport inkl. der Londoner U-Bahn. Besonders bekannt ist diese Schriftart wegen der Verwendung auf dem von Harry Beck entworfenen Liniennetzplan und den Namensschildern der U-Bahn.
Die Entwicklung der Johnston Sans wurde 1915 von Frank Pick, dem Werbeverantwortlichen der Underground Group (einem Zusammenschluss mehrerer U-Bahn-Gesellschaften) und späteren Direktor von London Transport, für das Corporate Design der Londoner U-Bahn in Auftrag gegeben. Entworfen wurde diese Schriftart im darauffolgenden Jahr von Edward Johnston, nach dem sie auch benannt ist.
Auffällige Merkmale der Schrift sind das kreisrunde „O“ und die rautenförmigen Punkte von „i“, „j“, „?“ und „!“.
Die Johnston Sans beeinflusste die Entwicklung der Gill Sans, die zwischen 1928 und 1932 von Eric Gill entworfen wurde, der ebenfalls an der Entwicklung der Johnston Sans beteiligt war.
1979 wurde die Johnston Sans von Colin Banks überarbeitet und unter dem Namen New Johnston veröffentlicht. Banks bewahrte bei seiner Überarbeitung all jene Stilelemente, die charakteristisch für den ursprünglichen Entwurf der Johnston Sans sind. Die x-Höhe wurde in allen Schnitten leicht angehoben.